# Lepidiolamprologus
Lepidiolamprologus es un género de peces de la familia Cichlidae y de la orden de los Perciformes. Es endémico del lago Tanganyika en África Oriental.

## Especies
- Lepidiolamprologus attenuatus (Steindachner, 1909)
- Lepidiolamprologus cunningtoni (Boulenger, 1906)
- Lepidiolamprologus elongatus (Boulenger, 1898)
- Lepidiolamprologus kendalli (Poll & D. J. Stewart, 1977)
- Lepidiolamprologus mimicus Schelly, Takahashi, I. R. Bills & M. Hori, 2007
- Lepidiolamprologus nkambae (Staeck, 1978)
- Lepidiolamprologus profundicola (Poll, 1949)